# 尼可拉斯·史派克
尼可拉斯·史派克（英語：Nicholas Sparks，1965年12月31日—）是一位國際暢銷書作家，美國小說家和電影編劇。他已經出版了18部小說，主題包括基督教信仰，愛情，悲劇和命運。其中8本已被拍成了電影分別為《瓶中信》、《留住一片情》、《手札情緣》、《羅丹薩的夜晚》、《最後一封情書》、《最美的錯過(小說)》《最後一曲》、《幸運符》和《愛情避風港》。

## 早期生活
他生于内布拉斯加州的奥马哈，父亲叫Patrick Michael Sparks，是个教授，母亲叫Jill Emma Marie (née Thoene) Sparks，是个家庭主妇和验光师的助理。他在三个孩子中排行第二，哥哥Michael Earl "Micah" Sparks生于1964年，妹妹Danielle "Dana" Sparks (1966–2000)，33岁去世。他曾说过他妹妹是他小说《A Walk to Remember》主要角色的来源。
他有德国，捷克，英国以及爱尔兰的血统，他和他妻子都是虔诚的天主教徒。。他们一直以一种虔诚的宗教信仰抚养着他们的孩子。“我生活于一个确定的被洗礼的天主教家庭，学在主日学校，每周去圣母院做礼拜忏悔。”作者写道。“我的大儿子是个祭坛侍童。我的所有孩子都去天主教学校。我的老婆凯瑟琳也是，并且我们俩是在天主教堂结的婚”。
他父亲继续了研究生的学习，家里也做了一个大买卖，当时他仅8岁。他曾在明尼苏达州、洛杉玑、格兰德岛和内布拉斯加州居住过。1974年他定居于加州的费尔奥克斯，一直待在那里上完中学。1984年作为告别演说者从布拉维斯特（Bellavista）中学毕业。后进入诺特尔达梅大学（ University of Notre Dame），所学专业是商务金融，并得到一个全额奖学金。在新生第一年里，他的小组创造了4乘800米接力赛的记录。1988年毕业，毕业那年也遇到了他未来的妻子，她来自于新罕布什尔州，当时他俩都在放春假。他俩于1989年7月22日结婚。然后搬到了加州的萨克拉门托。

## 写作生涯
1985年当他还在学校时，即在诺特尔达梅大学大一和大二之间的暑假时期，已经开始了他的第一部小说The Passing（从没有出版）的创作。1989年他写了另一部小说The Royal Murders，同样没有出版。大学毕业后，他到出版商和法律学校那里找工作，但是都失败了。然后花了三年尝试其他职业，包括房地产估价师，服务员，牙科产品电话销售以及尝试他自己的制造品商业。
1990年，他与Billy Mills Wokini 合著A Lakota Journey to Happiness and Self-Understanding（一个快乐和自我理解的拉科塔之旅）。该书由兰登书屋（Random House）和干草书屋（Hay House）出版。发行之后第一年大约销售了5万本。
1992年，他卖过药品，1993年搬到南卡罗来纳州的格林维尔。在那里他利用空闲时间开始写另一本小说The Notebook。两年后他被文学代理商Theresa Park发现（他从代理行一堆自由投稿中发现了那本小说，喜欢它，于是成为了该书的代理商）。1995年，他从时代华纳书店集团获得100万美圆的酬劳。小说出版于1996年10月，首周进入了纽约时报的最佳畅销书之列。
随着第一部小说的成功，他搬到了 北卡罗来纳州的新伯尔尼。在他第一次出版成功后，他写了好几本国际畅销书。其中六本已被搬上了银幕：Message in a Bottle (1999), A Walk to Remember (2002), The Notebook (2004), Nights in Rodanthe (2008), Dear John (2010), and The Last Song (2010). The Lucky One的电影版权卖给了时代华纳公司，Douglas McGrath 准备执导。将由丹尼斯·狄诺维（Denise DiNovi）担任出品人，他先前已负责过三本小说的改编权Message in a Bottle, A Walk to Remember, and Nights in Rodanthe。
通过他的网站知道，他也已经卖掉了True Believer 和 At First Sight的改编权。他最新的改编小说The Last Song已经被制作成电影，由后代娱乐公司（Offspring Entertainment） 和试金石影片（Touchstone Pictures ）制作，由利亚姆·海姆斯沃斯（Liam Hemsworth)和 麦莉·赛勒斯（Miley Cyrus）饰演男女主角，片名叫《最后一支歌》（英语：The Last Song）。

## 个人生活与慈善事业
他和他的家人，妻子Cathy和他的五个孩子Miles，Ryan，Landon以及双胞胎女儿Lexie和Savanna现居住在北卡罗莱纳的新伯尔尼。
他曾为新伯尔尼中学以及当地和国家的一些慈善组织捐款。还为母校诺特尔达梅大学捐助设立了一个创造性的写作组织，设立了学校奖学金，实习医生奖学金以及一个年度的学术奖学金。
2008年，《娱乐周刊》报道他和他妻子已经捐赠了近1000万美圆开办一个基督教私立学校（The Epiphany School），一个强调旅行和终生学习之重要性的学校。

## 已出版作品
- The Notebook(手札情緣，輕舟出版社) (October 1996)
- Message in a Bottle (瓶中信，時報出版)(April 1998)
- A Walk to Remember (October 1999)
- The Rescue (September 2000)
- A Bend in the Road (September 2001)
- Nights in Rodanthe(羅丹島之戀，天培出版社) (September 2002)
- The Guardian (April 2003)
- The Wedding (September 2003)
- Three Weeks With My Brother(我們倆：環遊世界的生命之旅，時報出版) (April 2004) -非小说类文学作品，内容是关于他和他哥哥在失去继承权后一起旅行的书。
- True Believer (April 2005)
- At First Sight (October 2005)
- Dear John(分手信，麥田出版) (October 2006)
- The Choice(抉擇，麥田出版) (September 2007)
- The Lucky One(幸運符，麥田出版) (October 2008)
- The Last Song (September 2009)
- Safe Haven (愛情避風港，時報出版)(September  2010)
- The Best Of Me (最美的錯過，時報出版) (October 2011)
- The Longest Ride (September 2013)
- See Me (October 2015)
- Two by Two（2016）

## 已改拍成电影的作品
1. Message in a Bottle（中文名：瓶中信） (February 12, 1999)
2. A Walk To Remember（中文名：留住一片情）  (January 25, 2002)
3. The Notebook （中文名：手札情緣） (June 25, 2004)
4. Nights in Rodanthe （中文名：羅丹薩的夜晚） (September 26, 2008)
5. Dear John （中文名：最後一封情書） (February 5, 2010)
6. The Last Song （中文名：最後一曲） (March 31, 2010)
7. The Lucky One （中文名：幸運符） (April 20, 2012)
8. Safe Haven  （中文名：愛情避風港） (February 14, 2013)
9. The Best of Me  (中文名：有你,生命最完整)  (October 17, 2014)
10. The Longest Ride(中文名：愛情沒有終點)(April 10, 2015)
11. The Choice(中文名：愛情的選擇)(2016)